# Алушта-КФУ
«Алушта-КФУ» — крымский футбольный клуб из города Алушта. Выступает в Премьер-лиге Крымского футбольного союза. Основан в 2024 году.

## Названия
- Алушта-Крымский (март — апрель 2024)
- Алушта-Крым (апрель — июль 2024)
- Алушта-КФУ (с августа 2024)

## История
По итогам сезона 2023 года прекратил своё существование клуб Премьер-лиги Крымского футбольного союза алуштинский «Алустон-ЮБК». Накануне старта сезона 2024 года стало известно, что в чемпионате выступит новый клуб из Алушты — «Алушта-Крымский». Первый матч в Премьер-лиге Крыма команда под руководством Геннадия Дулиенко провела 6 апреля 2024 года против «Ялты», которой уступила со счётом 0:7. После этой игры клуб был переименован в «Алушту-Крым», а вместо Дулиенко главным тренером был назначен Александр Шудрик, ранее работавший с «Алустон-ЮБК». Дебютный поединок под новым названием также завершился разгромом алуштинцев, проигравших со счётом 0:5 симферопольской «Таврии», а следующее поражение от «Спарты-КТ» (0:4) стало последним матчем под руководством Шудрика.
На четвёртую игру в чемпионате команду выводил Сергей Леженцев, одержавший первую и единственную победу в чемпионате для «Алушты-Крым» над феодосийской «Гвардией» (1:0). Единственный гол в матче забил Гудиса Смыр. В августе 2024 года команда отказалась от участие в Кубке КФС. В результате «Спарта-КТ» получила техническую победу и прошла автоматически в следующий раунд турнира.

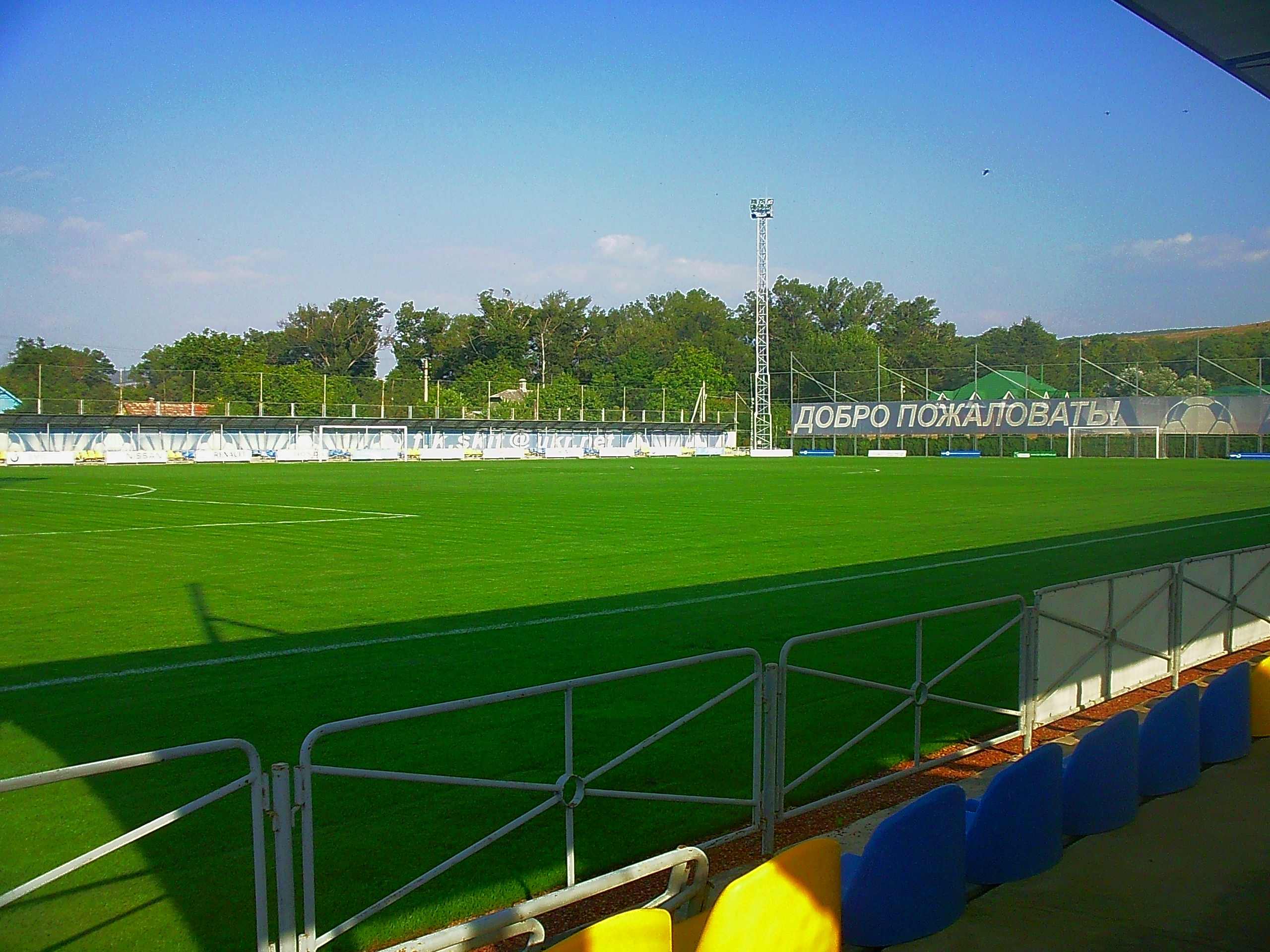
Стадион «Скиф»

После этого команда оказалась под угрозой снятия с чемпионата, но в итоге алуштинцам оказал помощь Крымский федеральный университет. Тренером команды был назначен Сергей Величко, возглавляющий сборную университета, которая участвует в Национальной студенческой футбольной лиге. Новым домашним стадионом для клуба во второй половине турнира стал стадион «Скиф» в Новопавловке. Первая игра «студентов» пришлась на игру против «Таврии», которая разгромила оппонентов с итоговым результатом 11:0. Под названием «Алушта-КФУ» команда завершила сезон на последнем месте, пропустив к концу турнира 145 мячей в 28 играх.

## Главные тренеры
- Дулиенко Геннадий (апрель 2024)
- Шудрик Александр (апрель 2024)
- Леженцев Сергей (апрель — июнь 2024)
- Величко Сергей (с августа 2024)

## Статистика
| Лига  | Лига             | Лига   | Лига | Лига | Лига | Лига | Лига | Лига | Лига | Кубок  |
| Сезон | Турнир           | Место  | И    | В    | Н    | П    | ГЗ   | ГП   | О    | Кубок  |
| ----- | ---------------- | ------ | ---- | ---- | ---- | ---- | ---- | ---- | ---- | ------ |
| 2024  | Премьер-лига КФС | 8 из 8 | 28   | 1    | 1    | 26   | 19   | 145  | 4    | дискв. |